# Abiul
Abiul ist eine Gemeinde (Freguesia) im portugiesischen Kreis Pombal. In ihr leben 2236 Einwohner (Stand 19. April 2021).
Sie gilt als der Bevölkerungsmittelpunkt Portugals.